# Базедов (Шлезвіг-Гольштейн)
Базедов (нім. Basedow) — громада в Німеччині, розташована в землі Шлезвіг-Гольштейн. Входить до складу району Герцогство Лауенбург. Складова частина об'єднання громад Лютау.
Площа — 7,47 км2. Населення становить 652 ос. (станом на 31 грудня 2020).